# アート・テイラー
アート・テイラー（Art Taylor）ことアーサー・テイラー・ジュニア（Arthur S. Taylor, Jr.、1929年4月6日 – 1995年2月6日）は、アメリカ合衆国のハード・バップ・ジャズのドラマーおよびパーカッション奏者。ニューヨーク生まれ。ハード・バップやジャズの完成に貢献した。

## 経歴
ハーレムにおいてソニー・ロリンズやジャッキー・マクリーンと活動を共にし、1948年にハワード・マギー楽団とともに初舞台を踏んだ。
引き続いてコールマン・ホーキンス（1950年-51年）やバディ・デフランコ（1952年）、バド・パウエル （1953年、1955-57年）、アート・ファーマー（1954年-55年）、ジョージ・ウォーリントン（1954年-56年）、ジョン・コルトレーンと共演している。その後は自身の楽団「テイラーズ・ウェイラーズ（Taylor's Wailers）」を率いてセロニアス・モンクやマイルス・デイヴィスと共演した。1957年には、ケニー・ドーハム・カルテットの初代メンバーとなっている。1958年にドナルド・バードやボビー・ジャスパーと演奏旅行を行なった。
1963年に渡欧して、その後20年間を主にフランスに（1970年からはベルギーに）逗留し、地元のグループや、訪欧中のデクスター・ゴードンやジョニー・グリフィンと共演した。1982年に、ミュージシャン仲間とのインタビューや対話から、著書『音符と音（英語: Notes and Tones: Musician -To Musician Interviews）』を書き上げた。1990年代に米国に帰国するとフリーランスのミュージシャンとして活動を続け、1993年に「ウェイラーズ」を再結成した。
テイラーは30年以上にわたって録音活動に携わり、自身のリーダー・アルバムを、ヴァーヴやブルー・ノート、プレスティッジといったレーベルから発表している。
1995年2月6日逝去、65歳。死因は不明。少し前にジミー・スミスと新アルバムを完成したばかりである。